# امانوئل تونی آگباجی
امانوئل تونی آگباجی (انگلیسی: Emmanuel Tony Agbaji؛ زادهٔ ۲۱ نوامبر ۱۹۹۲) بازیکن فوتبال اهل نیجریه است که در پست مدافع میانی برای باشگاه محمدان در لیگ برتر فوتبال بنگلادش بازی می‌کند.